# Governatorato di Porto Said
Il governatorato di Porto Said (in arabo محافظة بورسعيد ‎?, Muhāfazat Būr Saʿīd) è un governatorato dell'Egitto. Prende il nome dal suo capoluogo, Porto Said. Si trova nel nord-est del paese, presso lo sbocco del Canale di Suez sul Mediterraneo.